# Шавэ, Оноре Жозеф
Оноре Жозеф Шавэ (1815—1877) — бельгийский лингвист.

## Биография
Оноре Жозеф Шавэ был одно время священником. Изучал так называемую «естественную лингвистику» и родной валлонский язык. Большинство его научных результатов современной наукой признаются неверными.
Основываясь на семинарском изучении лингвистики, Шавэ полагал, что все языки ведут своё происхождение от единого основного. Изучение трудов Эйгофа по сравнительной индоевропейской грамматике и основ санскритского языка привели его постепенно к противоположному взгляду. В своём «Essai d’étymologie philosophique ou recherches sur l’origine et les variations des mots, qui peignent les actes intellectuels et moraux» (Брюссель, 1841) он пытался примирить религию с наукой. В 1844 году Шавэ переселился в Париж и занялся преподаванием: в частности, с 1846 по 1848 год преподавал в Collège Stanislas de Paris.
В 1849 году им был закончен обширный труд: «Lexicologie indoeuropéenne ou essai sur la science des mots sanscrits, grecs, latins, français, lithuaniens, russes etc.» (Париж); здесь он открыто высказывался за многочисленность первобытных племён и наречий. Сознание противоречий, в какие наука поставила его с библейскими откровениями, побудило Шавэ окончательно отказаться от священнического сана. Он основал в Париже школу для изучения сравнительной филологии, при которой с июля 1867 года издавался специальный литературный орган («La Revue de linguistique»; считается первым французским лингвистическим журналом). Выступал с лекциями в Болонье и Пизе.
В 1854 году Шавэ напечатал в «Revue du XIX siècle» ряд статей о преподавании языков; отдельно издал следующие труды: «Moise et les langues ou demonstration par la linguistique de la peuralité originelle des races humaines» (1855); «Français et Wallon, parallèle linguistique» (1857); «Les langues et les races» (1862).